# Ozdrowieniec
Ozdrowieniec – osoba, u której ustąpiły objawy choroby zakaźnej.
Zgodnie z Ustawą o zapobieganiu oraz zwalczaniu zakażeń i chorób zakaźnych u ludzi z dnia 5 grudnia 2008 określenie ozdrowieniec zarezerwowane jest dla osoby, u której ustąpiły objawy choroby zakaźnej. W języku potocznym, jak również według Słownika Języka Polskiego, mianem ozdrowieńca określa się każdą niedawno chorującą osobę czy rekonwalescentów.